# Auto-Schüttguttransporter
Der Auto-Schüttguttransporter war ein kombinierter Schiffstyp, der zum abwechselnden Transport von Automobilen und Schüttgütern verwendet wurde.

## Geschichte

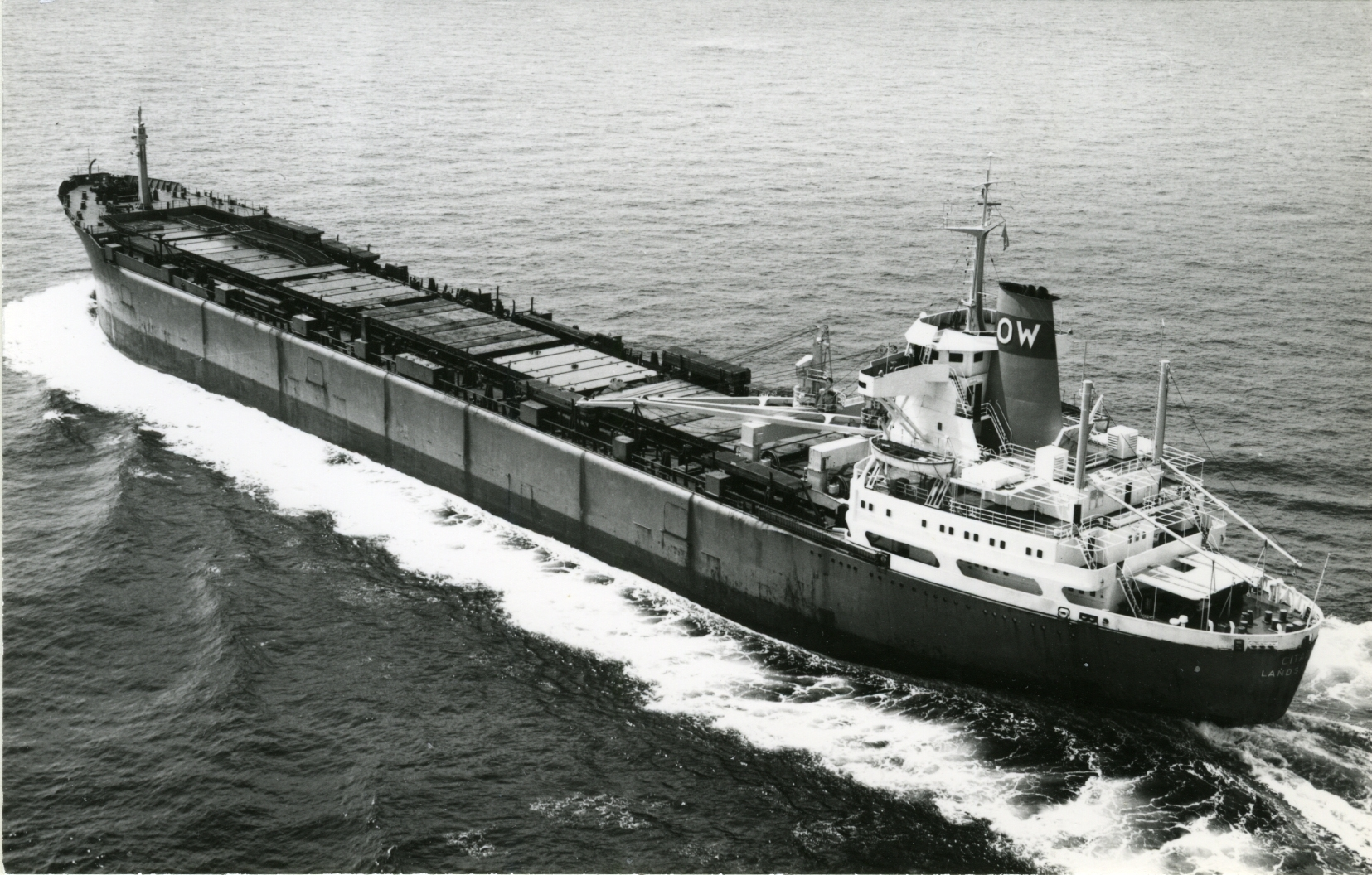
Die 1966 gebaute Citadel

Während der 1950er Jahre wuchs der Transport von Autos über See stark an, so dass man sich mit dem Bau von Autotransportern zu beschäftigen begann, wobei aufgrund der damaligen unpaarigen Verkehre zunächst versucht wurde, bestehende Massengutschiffe für den anteiligen Autotransport umzurüsten. Das erste Schiff dieser Art war die Jakara der schwedischen Reederei Wallenius Lines, welche 1955 auf der Öresundsvarvet in Landskrona, Schweden durch nachträgliches Einfügen von Hängedecks zum ersten Auto-Schüttguttransporter umgebaut wurde.
Am 14. Juli 1966 wurde mit der Citadel der erste Neubau einer Sechserserie von Auto-Schüttguttransportern von derselben Werft abgeliefert. Äußerlich ähnelten diese Schiffe bis auf ihre Portalkräne an Deck und die Seitenpforten zur Fahrzeugübernahme einem herkömmlichen Schüttgutfrachter. 1969 wurde von den Rheinstahl Nordseewerken in Emden mit der Long Charity die Ablieferung einer weiteren Viererserie solch eines kombinierten Schiffstyps begonnen. Der Schiffstyp erwies sich jedoch angesichts des stetig zunehmenden Transportvolumens auf dem Kraftfahrzeugmarkt als nicht erfolgreich und wurde von reinen Autotransportern und Massengutschiffen abgelöst. Die Auto-Schüttguttransporter wurden später zumeist als reine RoRo-Schiffe oder Schüttgutschiffe eingesetzt.